# 罗荫国
罗荫国（1954年4月—2016年7月22日），男，广东高州人，中华人民共和国政治人物。广东省委党校经济学专业毕业，在职研究生学历，经济师。

## 生平
1972年7月参加工作，1974年6月加入中国共产党。曾任中共高州市委书记，中共茂名市委秘书长，茂名市委副书记、市长，2007年4月任茂名市委书记，同年11月当选茂名市人大常委会主任。
2011年2月因涉嫌职务犯罪被刑拘。他在被立案审查的一个月时间之内，交代出了100多名处级以上官员，引起茂名官场大地震。2013年7月因受贿、巨额财产来源不明罪被双规后，调查查出犯罪贪污受贿16亿人民币，情妇100多位，被广东省中山市中级人民法院判处死缓，其妻邹继芳也因受贿罪被判处有期徒刑六年。后进入广东阳江监狱服刑，每天加工上千个灯泡。广东省纪委在通报中称，在茂名市原市委书记罗荫国系列腐败案中，罗荫国及原市委常委、常务副市长杨光亮，原市委常委、市政法委书记、公安局长倪俊雄，原市人大常委会副主任朱育英，原副市长陈亚春，电白县原县委书记李日添等均涉嫌受贿，全案共涉及省管干部24人、县处级干部218人，其中立案查处61人，属省管干部19人、县处级以下干部42人，移送司法机关依法处理20人，为国家挽回直接经济损失3.2亿元。
2016年7月22日，罗荫国服刑期间因胃癌病逝，终年62岁。其遗体于2016年7月23日被火化。